# Goombay Dance Band
Goombay Dance Band – zespół muzyki disco, założony w RFN pod koniec lat 70. XX w. przez Olivera Bendta. Nazwa zespołu pochodzi od zatoczki na karaibskiej wyspie Saint Lucia.
Prócz założyciela występowali z nim m.in. członkowie jego rodziny. Muzyka grupy była połączeniem muzyki pop z rytmami z Karaibów, brzmienie zbliżone do Boney M. Zespół cieszył się znaczącą popularnością w Europie i wydał w latach 1979–1985 kilkanaście singli, które przyniosły pewien sukces komercyjny.
Największy przebój zespołu to utwór Sun of Jamaica, który przez 7 tygodni w 1980 zajmował pierwszą pozycję na niemieckich listach przebojów. Ich inny utwór w 1982 Seven Tears przez 3 tygodnie znajdował się na czele listy przebojów w Wielkiej Brytanii. Album z ich największymi przebojami został wydany w 2005.

## Skład zespołu
- Oliver Bendt
- Alicia Bendt
- Dorothy Hellings
- Wendy Doorsen
- Mario Slijngaard

## Albumy
- 1980 Zauber der Karibik
- 1980 Land Of Gold
- 1981 Holiday In Paradise
- 1982 Born To Win
- 1982 Tropical Dreams
- 1991 Sun of Jamaica (1991)
- 1992 Greatest Hits
- 1993 Sommer, Sonne, Strand
- 1995 Island Of Dreams
- 1995 Sun of Jamaica (1995)
- 1995 Caribbean Beach Party
- 1997 Christmas By The Sea
- 1998 Sun of Jamaica (1998)

## Single
- 1979 Sun Of Jamaica / Island Of Dreams
- 1979 Ring Ting Ting / Sunny Caribbean
- 1980 Aloha-Oe (Until We Meet Again) / Conga Man
- 1980 Eldorado / Love and Tequila
- 1980 Rain / King of Peru
- 1981 Seven Tears / Mama Coco
- 1981 Christmas At Sea / Ave Maria No Morro
- 1982 Santorini Goodbye / Carry The Load
- 1982 Robinson Crusoe / The Magician
- 1982 My Bonnie / Alice, My Love
- 1983 If You Ever Fall In Love / Jericho
- 1983 Born To Win / Caribbean Dreams
- 1984 Don't You Cry, Caroline / Storybook Lovers
- 1985 Marlena / Young Hearts
- 1985 A Typical Jamaican Mess / Canta mi lengua